# Energiecentrale Pļaviņas
Energiecentrale Pļaviņas (Pļaviņu HES) bij de stad Aizkraukle in de rivier de Westelijke Dvina (Lets: Daugava) is de grootste energiecentrale in Letland en een van de grootste waterkrachtcentrales in de Europese Unie.
Deze centrale heeft tien turbines met een totale capaciteit van 868,5 Megawatt (MW) en wordt beheerd door het bedrijf Latvenergo.
De bouw van de dam veroorzaakte indertijd wijdverspreide protesten, omdat daarmee een cultuurhistorisch en landschappelijk waardevol deel van het rivierdal onderwater kwam te staan. Onder andere de in de Letse mythologie belangrijke Staburags-klip, en delen van Koknese en andere plaatsen verdwenen of werden aangetast.